# Блакитна троянда (мінісеріал)
«Блакитна троянда» — двосерійний художній телефільм, знятий режисером Олегом Біймою на студії «Укртелефільм» у 1988 році за мотивами однойменної драми класика української літератури Лесі Українки.

## Сюжет
«Блакитна троянда» — перший драматичний твір поетеси Лесі Українки та перша психологічна драма в українській драматургії, основним змістом якої є внутрішній так званий екзистенціалізм буття персонажів. Філософський дискурс драми представляє безумство не тільки як форму свободи, але і як певну тугу по тілу. Фільм (телепостановка) оповідає про трагічне кохання Любові Гощинської до Ореста Груїча. Головна героїня переживає конфлікт між її почуттям закоханості й усталеними міщанськими звичаями, які забороняють жінці самовиражатися, вільно проявляти свої бажання…

## У ролях
- Олена Борзова —  Любов Гощинська
- Олексій Богданович —  Орест Груїч
- Ельза Леждей —  Марія Груїч, мати Ореста
- Людмила Арініна —  тітка Липа
- Людмила Шевель —  Олександра Вікторівна Крашева
- Ігор Дмитрієв —  Сергій Мілевський
- Євген Паперний —  Осторжин, літератор
- Юрій Катін-Ярцев —  Проценко, старий лікар
- Лариса Кадочникова — епізод
- Леонід Бакштаєв — епізод
- Всеволод Сафонов —  лікар на водах
- Олена Чекан — епізод

## Знімальна група
- Сценарій та постановка: Олег Бійма
- Оператори-постановники: Юрій Бордаков, Олексій Зоценко
- Художник-постановник: Микола Рєзник
- Художник по костюмах: Алла Кириченко
- Режисер: Л. Колесник
- Звукооператор: Геннадій Чупаков
- Редактор: С.Світлична
- У фільмі звучать твори композиторів Родіона Щедріна, Габрієля Форе; романс Я. Степового на вірші І. Франка «Розвійтися з вітром»; «Ноктюрн»  М. Лисенка
- Директори фільму: Б. Дубицький, О. Данилов